# Unión Progreso y Democracia
Unión Progreso y Democracia (UPD or officielt UPyD) (dansk: Union, Fremskridt og Demokrati) var et spansk politisk parti, der blev grundlagt i september 2007, og nedlagt i december 2020. Det var et socialt liberalt parti, der havde som mål at bygge et føderalt system for Spanien og EU, hvor ansvarsområder var bedre fordelt mellem byråd, autonome regioner, Spanien og EU. Partiet er imod enhver form for nationalisme, og det har den opfattelse, at spansk statsborgerskab rangerer over regionale identiteter baseret på religion, sprog, eller fødested.
UPyD deltog i det spanske parlamentsvalg i 2008, hvor det fik 303.246 stemmer svarende til 1,2 procent af de afgivne stemmer. Dette resulterede i at grundlæggeren af partiet, den tidligere socialdemokrat, Rosa Diez, fik en enkelt plads i den Spanske Kongres. Dengang var UPyD det nyeste parti med repræsentation i det spanske parlament.
Partiets ledelse kom fra Baskerlandet med rødder i anti-ETA grupper. På trods af den regionale forankring, har UPyD hele Spanien som vælgergruppe. Filosofen Fernando Savater blev en central fortaler for partiet sammen med Rosa Diez, universitetsprofessoren Mikel Buesa, filosoffen Carlos Martínez Gorriarán, og skribenten Álvaro Pombo.
Ved udgangen af 2008, anslogs UPyD at have mere end 9.000 registrerede medlemmer.

## Historie
Lørdag den 19. Maj, 2007, mødtes 45 personer i San Sebastián med det formål at diskutere nødvendigheden af og muligheden for skabelsen af et nyt politisk parti, der skulle fungere som opposition til begge de store partier (Partido Popular og PSOE) på nationalt niveau. Mødets deltagere var baskerere havde erfaringer fra fagforeningsarbejde og aktivisme. Efter mødet stiftede man en forening, kaldet Plataforma Pro, som skulle forene dem, der mente det var nødvendigt at skabe et nyt politisk parti på nationalt niveau, der var for alle spaniere. Målet var at fremme policies, der havde folk fra hele det politiske spektrums interesse. De oprindelige punkter, var da:
- Kamp mod ETA og enhver form for politisk motiveret vold.
- Genoprettelse af det spanske demokrati.
- Opposition til regional nationalisme og regionalistiske bevægelser.
- Reform af den Spanske Forfatning fra 1978.

Blandt støtterne af Plataforma Pro var filosoffen Fernado Savater, talsmand for ¡Basta Ya!, Carlos Martínez Gorriarán (kordinator i samme gruppe) og den tidiliger socialist og Medlem af Europa-Parlamentet Rosa Diéz. Sidstnævnte meldte sig ud af PSOE og opgav hendes position i Europaparlamentet for at kunne involvere sig fuldstændigt i UPyD.
Andre der viste deres interesse for Platformen inkluderede folkelige bevægelser fra Catalonien med Albert Boadella, Arcadi Espada og Xavier Pericay samt bevægelsen ¡Basta Ya!, der blev en vægtig spiller i den nye bevægelse.
I September 2007, annoncerede Forum Ermuas formand Mikel Buesa, at de agtede at deltage i det nye politiske parti, men valgte dog at opgive deltagelsen som følge af uenigheder med Rosa Diez.
Endeligt, på et offentligt møde den 29. September, 2007, i Casa de Campos auditorum i Madrid, blev UPyD officielt dannet. Dem, der var involveret i dannelsen af partiet inkluderede den catalanske dramtiker Albert Boadella, den baskiske filosof Fernando Svater, den peruvianske forfatter, Mario Vargas Llosa og Rosa Díez. Journalisten Arcadi Espada, antropologen Teresa Giménez Barbat og Felix Perez Romera, historikeren Antonio Elorza, maleren Agustín Ibarrola samt Mikel Bueza, filosoffen Carlos Martínez Gorriarán, en tidliger fagforeningslder Nicolas Redondo og den tidligere baskiske MP, Fernando Maura. Sidstnævnte gik med i gruppen i starten af november, 2007. Alvaro Pompo udtrykte også sin støtte for UPyD og besluttede sig for at blive kandidat for partiet.

## Ideologi
Ideologisk definerer UPyD sig ikke som hverken et venstre- eller højreorienteret parti, men derimod som et fremskridtsorienteret parti, der rækker ud over eksisterende ideologiske opfattelser. Deres manifest begynder også med ordene: 
"Vi begynder med den revolutionerende antagelse: at borgere ikke er født hverken venstre eller højreorienteret eller med en partibog i deres bleer. Vi bevæger os videre end det, og risikerer derfor at fornærme de frygtsomme: vi opfatter alle borgere som i stand til at tænke for dem selv, og dermed som resultat at være i stand til at vælge i overensstemmelse med de politiske partiers policies, der er i den historiske tid. Derfor mener vi ikke at alle er tvunget til at stemme på den samme måde [...] når de eksisterende politiske muligheder har skuffet dem. At blive opfattet som venstre eller højreorienteret er ikke det, vi ser som hovedproblemet, selvom vi har ondt af dem, der ikke har bedre argumenter at modgå deres modstandere med [...]. I et forsøg på at undgå denne falske dikotomi, foretrækker vi at tale om fremskridt i stedet for venstre eller højre.
Partiet er modstander af enhver form for nationalisme. De agerer opposition til mange af de forskellige regionale nationalist bevægelser i Spanien. De argumenterer for, at de spanske regioner er nogle af de mest decentraliserede i Europa, og har svækket den spanske stats egen magt, så de individuelle rettigheder ikke længere kan sikres konsistent i hele Spanien grundet regionale love. Det er derfor UPyDs mærkesag at styrke centralmagtens position i forhold til regionerne. Men de ønsker heller ikke nationalisme på nationalt niveau såvel som på europæisk niveau. Systemet af nationalstater er forældet, hvormed en europæisk føderation er at foretrække. UPyD tror på et føderalt Europa ikke af nationer men af borgere.
Partiet er en del af det, der nu kaldes for spansk transversalismo eller transverasalime, der skal forstås som et parti der dækker mere end en enkelt fløj. UPyD forsøger at inkludere koncepter fra begge politiske fløje, der dermed gør partiet til et social liberalt parti.
Dets hovedforslag inkluderer:
1. Reformering af den Spanske Forfatning af 1978:
  1. Statens og regionernes arbejdsopgaver skal defineres. Særligt skal en række historiske rettigheder fra en række autonome regioner fjernes.
  2. Forbedring og individuel styrkelse af rettigheder og pligter der igen definerer alle borgere som lige i landet. Dermed gøres der op med lingvistiske, ideologiske, eller religiøse uligheder.
  3. Forbedring af magtdelingen, styrkelse af den dømmende instans magtbeføjelser i forhold til den udøvende og den lovgivende. Enheden i det dømmende system skal også styrkes, ligesom der skal søges efter måder at garanterer uafhængigheden og professionalismen i alle domstole. Slutteligt skal de økonomiske institutioner reguleres.
2. Sekularismen skal sikres.
3. Valgloven skal ændres så den ikke længere favoriserer de to største nationale partier samt regionale partier.
4. Styrkelse og fremmelse af offentlig uddannelse, fremme sekularisme og forskning samt bekæmpe fanatisme.
5. Gøre valghandlingen mere åben ved at have åbne lister, direkte valg til eksempelvis borgmestre og regeringslederen blandt andet. Samtidig skal koalitioner forhindres i at forvride valgreglerne.
6. Styrkelsen af anti-terrorist tiltag ved at eliminere ETA.
7. Økonomiske og sociale tiltag der fremmer udvikling og den spanske økonomis konkurrencedygtighed.
8. UPyD er tilhænger af kulturel relativisme. Partiet mener at statens rolle er at sprede en række sekulære og civile værdier i befolkningen uanset deres ophav.

## Finansiering
Kort efter partiets skabelse, den 13. December, 2007, afholdte UPyD en pressekonference med Rosa Díez, Mikel Buesa, og Fernando Savater, hvor de afviste den tilsyneladende forskelsbehandling, som det har modtaget fra de spanske banker, idet de blev nægtet at optage lån på samme vilkår som andre partier. Dermed bliver UPyD finansieret af deres medlemmers bidrag. Partiet har også oprettet et system, hvor borgere kan låne penge til partiet. Disse kan købes via Internettet, partikonktorer eller gennem et gratis telefonnummer. Det er partiets intention at tilbagebetale lånene.

## Valgdeltagelse
Kort efter partiets dannelse vandt det et enkelt sæde i Den Spanske Kongres i 2008, hvilket gik til Rosa Díez. Hun blev valgt i Madrid. Hverken Álvaro Pombo eller Carlos Martínez Gorriarán lykkedes at vinde et sæde.
I 2009 opnåede partiet repræsentation til Europarlamentet og det Baskiske Regionale Råd. I EP sidder UPyDs repræsentant blandt dem, der ikke er tilknyttet nogen gruppe. I det Baskiskse Råd blev GOrka Maneiro Labayen valgt til at repræsenteret Alava.
I 2011 blev otte medlemmer valgt til Madrids forsamling, hvormed UPyD blev det fjerde største partier. partiet har også vundet sæder i byer som Madrid, Burgos, Avila, Granada, Alicante, og Murcia.
Ved valget til den Spanske Kongres i 2011 fik UPyD det fjerde største antal stemmer, og vandt fem sæder. Fire af dem var i Madrid, hvor Rosa Díez blev genvalgt, mens Carlos Martínez Gorriarán, Álvaro Anchuelo og Irene Lozano blev nye medlemmer. I Valencia fik skuespilleren Toni Cantó et sæde.

## Kritik
En af grundlæggerne, Mikel Buesa, afviste den autoritære kontrol, som han mente at en gruppe i partiet forsøgte at pådutte. Siden har 100 UPyD kritikere, hvoraf flere er er grundlæggere, forladt partiet. De følte sig "trætte og skuffede" med den "autoritære" Rosa Díez og det manglende interne demokrati. I starten af 2010 havde partiet tabt godt 40 procent af sine medlemmer i Catalonien, der opfattede partiet som snyd.

## Eksterne links
- Union Progreso y Democracia